# Pous de la Coma
Els Pous de la Coma és una surgència construïda artificialment del terme municipal de Monistrol de Calders, al Moianès.
Estan situats a 501 metres d'altitud, a l'esquerra de la Golarda, a llevant de la masia de la Coma. Són a prop del camí que ressegueix la Baga de la Coma, sota i al nord de la collada de Colljovà.